# Falme
Falme is in de veertiendelige boekenserie het Rad des Tijds, geschreven door Robert Jordan, een stadstaat op de Kop van Toman in de Vlakte van Almoth.
De stad is een broedplaats van criminaliteit en de onderwereld, zeker sinds zowel Arad Doman als Tarabon elkaar de oorlog verklaarden voor het bezit van de Vlakte van Almoth en Falme.
De stad is echter het meest bekend doordat er in het tweede boek, De Grote Jacht, een Seanchaans leger in Falme landde en de stad innam. Dit was het eerste teken van de Corenne. Ze stootten echter op een legioen Kinderen van het Licht, een paar Shienaraanse soldaten onder leiding van Ingtar en Rhand Altor
Rhand vocht er met Ba'alzamon, terwijl iedereen het gevecht vanuit de lucht kon zien. Als Rhand aan de winnende hand was, dreven de Witmantels de Seanchanen terug, wanneer Ba'alzamon een goede aanval deed, deden de Seanchanen dat ook. Ondertussen had Mart Cauton de Hoorn van Valere in handen gekregen, toen de zaak hopeloos werd, blies hij erop en liet hij de helden van weleer terugkeren. Hierdoor kregen de Witmantels extra steun en werden teruggedreven in zee, de eerste nederlaag van het leger van Arthur Haviksvleugel ooit.
Aiel-woestijn · Altara · Amadicia · Andor · Arad Doman · Arafel · Cairhien · Eilanden van het Zeevolk · Falme · Geldan · Illian · Kandor · Land van de Waanzinnigen · Malkier · Mayene · Morland · Saldea · Seanchan · Shara · Shienar · Tarabon · Tar Valon · Tyr · de Verwording